# Línea 411 (Buenos Aires)
La línea 411 correspondía a la línea 129, operada por la desaparecida Expreso La Plata - Buenos Aires. El servicio fue acortado en la venta al Grupo Plaza hasta La Plata.
Actualmente es controlada por Unión Platense S.R.L, bajo el nombre de Expreso, que opera las líneas 202 (La Unión), 214, 273, 290 (La Plata - Las Flores) (EX 208 B), 418; además de las líneas Sur y Norte de La Plata, y 520 (EX Este).
Desde que la actual dueña de la empresa lo compró (fines del 2010), ha subido la frecuencia de 5, a más de 11 frecuencias diarias. Además se han agregado unidades 0 km a la línea.

## Recorridos
- La Plata - Magdalena
- La Plata - Verónica - Pipinas
- La Plata - Magdalena - Vieytes - Verónica - Pipinas[1]

## Anteriores dueños
- "Expreso La Plata - Buenos Aires".  Motivo de fin de recorrido: abandono y eliminación de la extensión que actualmente es la línea 600.

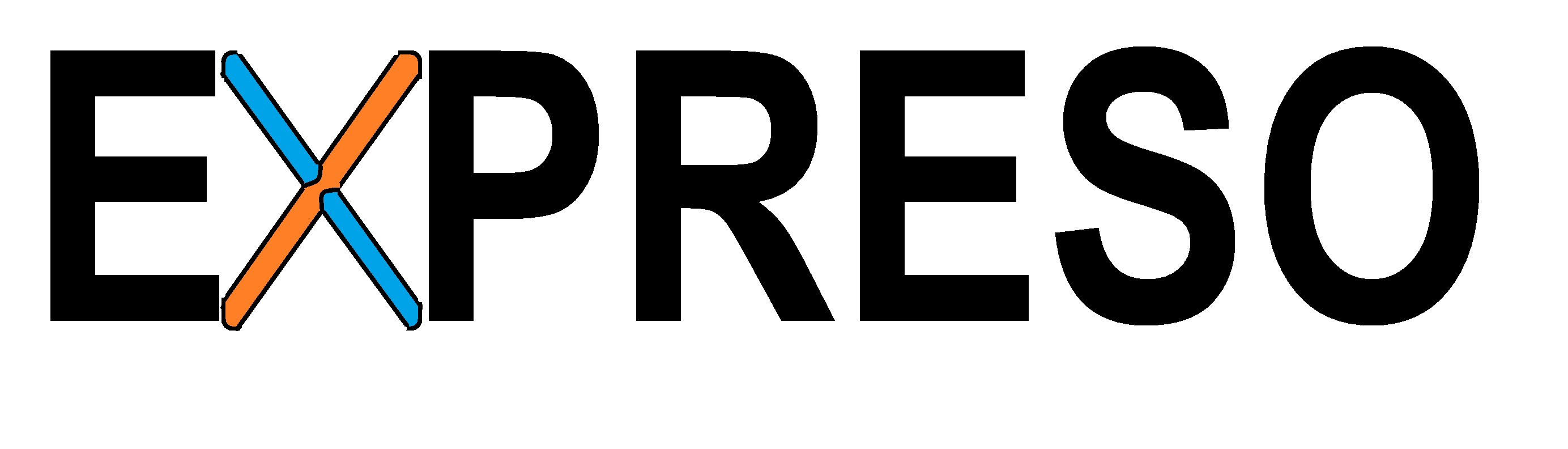
Logo de Expreso

- "Expreso La Plata - Buenos Aires (Grupo Plaza)". Esta empresa fue reemplazada por la actual.

## Confort
Butacas tipo Semicama, con TV-Video, Mini Bar, Toilette y Música funcional.